# Річія платівкова
Річія платівкова (Riccia huebeneriana) — вид печіночників родини річієвих (Ricciaceae).

## Поширення
Зареєстрований у Європі, Північній Африці, Азії, Австралії, Північній Америці.